# カミーラ・ベル
カミーラ・ベル（Camilla Belle、本名：カミーラ・ベル・ルース、Camilla Belle Routh、1986年10月2日 - ）は、アメリカ合衆国の女優。

## 来歴

### 生い立ち
カリフォルニア州ロサンゼルス出身。父親のジャック・ルースは建設会社のオーナー、母親のクリスティーナ・ルースはブラジル出身のファッションデザイナー。カトリック教徒として育つ。セントポールのカトリック系の小学校に在籍していたが、マールボロ学校という女子高に編入した。

### キャリア
生後9ヵ月の時に広告モデルとしてデビュー。以後、多数のCMなどに出演。
1995年に『リトル・プリンセス』で映画デビュー。
1997年公開の『ロスト・ワールド/ジュラシック・パーク』の子役で注目を集める。
1998年公開の『プラクティカル・マジック』ではヤング・アーティスト・アワードにノミネートされた。
2002年にロンドンの王立演劇学校で学び、『るつぼ』などの舞台に出演。2006年にはキム・ベイシンガーと共にミュウ・ミュウの広告塔に起用された。
2008年公開の『紀元前1万年』でヒロインを演じた。

### 私生活
2008年9月からジョナス・ブラザーズの次男ジョーと交際していたが、2009年7月に破局したと報じられた。

## 主な出演作品

### 映画
| 公開年 | 邦題 原題                                                           | 役名                   | 備考       |
| ------ | ------------------------------------------------------------------- | ---------------------- | ---------- |
| 1994   | 地獄の穴 Deconstructing Sarah                                       | エリザベス（少女時代） | テレビ映画 |
| 1995   | アニー2 Annie: A Royal Adventure!                                   | モリー                 | テレビ映画 |
| 1996   | ボディヒート2/挑発 Body Heat 2                                      | ダフナ                 |            |
| 1997   | ロスト・ワールド/ジュラシック・パーク The Lost World: Jurassic Park | キャシー・ボウマン     |            |
| 1998   | 沈黙の陰謀 The Patriot                                              | ホリー                 |            |
| 1998   | プラクティカル・マジック Practical Magic                            | サリー（11歳）         |            |
| 2000   | サーフガールズ Rip Girls                                            | シドニー               |            |
| 2001   | 姉のいた夏、いない夏 The Invisible Circus                           | フィービー（少女時代） |            |
| 2005   | dot. ドット Dot                                                     | ドット                 |            |
| 2006   | ストレンジャー・コール When a Stranger Calls                        | ジル・ジョンソン       |            |
| 2008   | 紀元前1万年 10,000 B.C.                                             | エバレット             |            |
| 2009   | PUSH 光と闇の能力者 Push                                            | キラ・ハドソン         |            |

### テレビシリーズ
| 放映年 | 邦題 原題                                     | 役名               | 備考 |
| ------ | --------------------------------------------- | ------------------ | ---- |
| 1998   | 炎のテキサス・レンジャー Walker, Texas Ranger | シンディ・モーガン | 1話  |